# Гроскавалло
Гроскавалло, Ґроскавалло (італ. Groscavallo, п'єм. Grosscaval) — муніципалітет в Італії, у регіоні П'ємонт,  метрополійне місто Турин.
Гроскавалло розташоване на відстані близько 570 км на північний захід від Рима, 50 км на північний захід від Турина.
Населення — 204 особи (2014).
Щорічний фестиваль відбувається 22 липня. Покровитель — Santa Maria Maddalena.

## Демографія
Населення за роками:

Станом на 1 січня 2023 року в муніципалітеті офіційно проживали 3 іноземці з 3 країн, серед них 3 громадяни країн Євросоюзу.

## Сусідні муніципалітети
- Ала-ді-Стура
- Бальме
- Бонневаль-сур-Арк
- Черес
- Черезоле-Реале
- К'яламберто
- Ноаска